# Hervormde kerk (Meerkerk)
De Hervormde Kerk aan de Kerkstraat te Meerkerk in de Nederlandse gemeente Vijfheerenlanden is voor een deel een laatmiddeleeuws bouwwerk van rond 1400, want na een grote brand in 1828 bleef alleen het koor, waarin tegenwoordig het orgel staat, behouden. De rest is aanmerkelijk kleiner weer nieuw opgebouwd. De kerk is in gebruik bij de hervormde gemeente Meerkerk, die tot de classis Gorinchem (GK) behoort.

## Gebouw

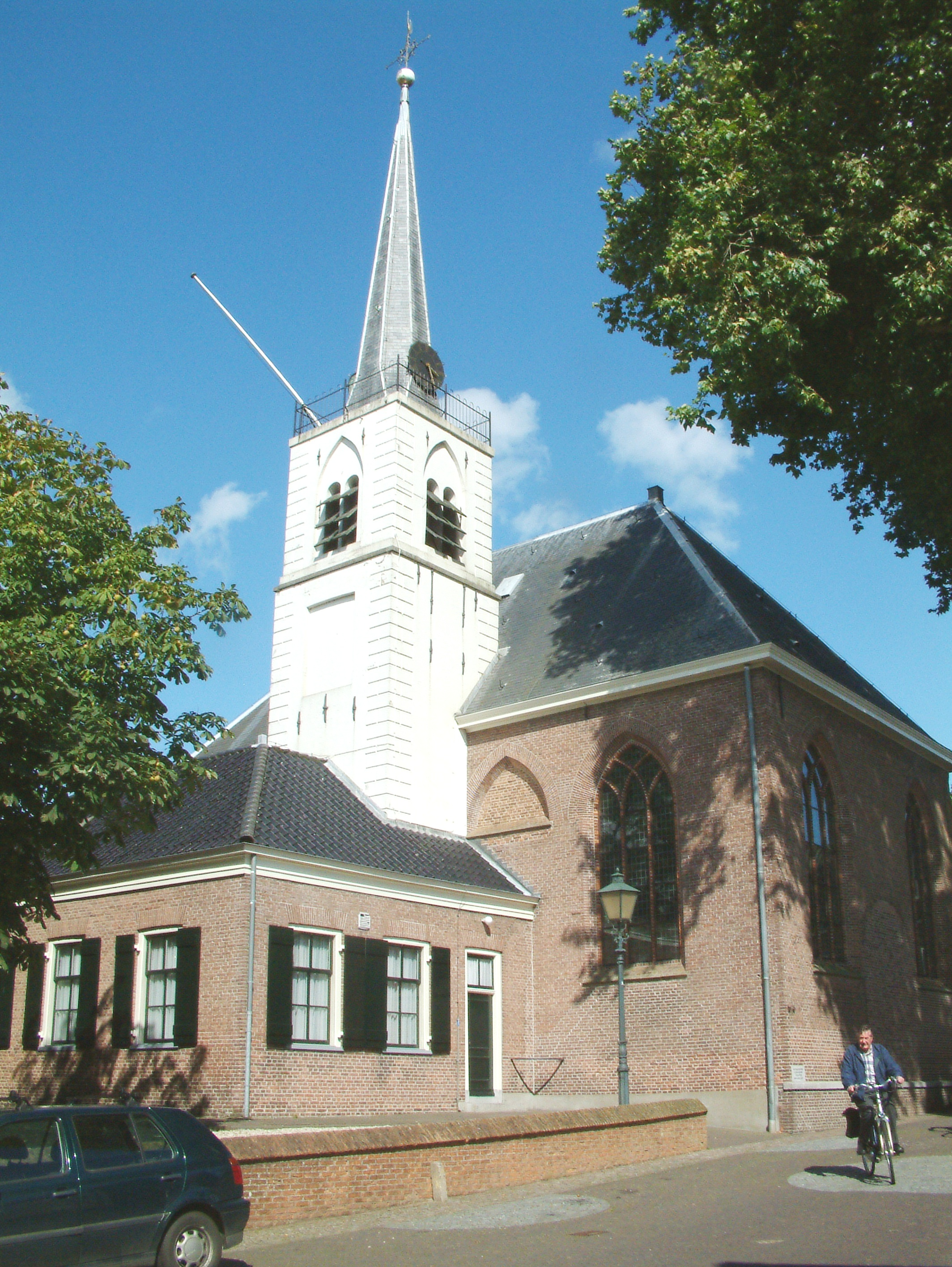
Hervormde Kerk, 2008

Na de brand zijn in 1832 het schip met de zijbeuken, de toren en de consistorie herbouwd. De ramen zijn van een restauratie in 1953 en daarbij werd ook de zijingang verplaatst, waar een apart portaal voor werd gebouwd. Van 1991 tot 1993 werd er opnieuw gerestaureerd. De kerk heeft 365 zitplaatsen, op kerkbanken van Slavonisch eiken. Er wordt nu ook aan verbouwd. De gemeenschap vond dat de kerk te klein werd. Het was erg opmerkelijk want ze hadden erop gerekend dat ze een aantal skeletten vonden, maar het bleken er wel 200 te zijn. Daardoor stopten ze dan ook heel snel met graven wegens afvoeringskosten.

## Preekstoel
Van de preekstoel wordt aangenomen dat hij stamt uit de tweede helft van de 17e eeuw. De trap eraan is nieuwer, die werd in 1988 geplaatst. De lezenaar van de kansel is duidelijk verwant aan die van de avondmaaltafel.

## Orgel
Het tweeklaviers kerkorgel met vrij pedaal is een combinatie van een orgel van J.W.F. Snethlage, dat in 1876 werd overgenomen van Beesd, met uitbreidingen van orgelbouwer K.M. van Puffelen uit Zaltbommel. Het werd in 1969-1970 gerestaureerd door Pels & Van Leeuwen en daarbij werd het aantal stemmen uitgebreid van 20 naar 22. Er werd een aantal orgelpijpen verwerkt uit het in 1965 gesloopte Kamorgel uit de Willemskerk in Den Haag. In 1993 is een Bourdon 16' aan het hoofdwerk toegevoegd. In 2003 heeft de firma Pels & Van Leeuwen het instrument opnieuw gerestaureerd.

## Tekstborden
De tekstborden dateren uit 1994. Ze geven de tijden van de kerkdiensten aan.

## Evenementen
De Hervormde kerk Meerkerk en de Gereformeerde kerk Meerkerk organiseren elk jaar in december de Kerstlichtjestocht. De Kerstlichtjestocht is het verhaal van de geboorte van Christus, afgebeeld in een wandelroute. Tijdens deze wandelroute komt de bezoeker tegen: De poort waar de bezoeker zich moet inschrijven, de wijzen uit het oosten, Herodes met zijn soldaten, de herders in het weiland, het engelenkoor en de stal met Christus. Wat ook opvallend is dat de kerken er voor gezorgd hebben dat ze een ster aan de Watertoren laten hangen rond de tijd van de Kerstlichtjestocht. Deze ster symboliseert de ster van Christus, die de wijzen de weg wijst.

## Foto's

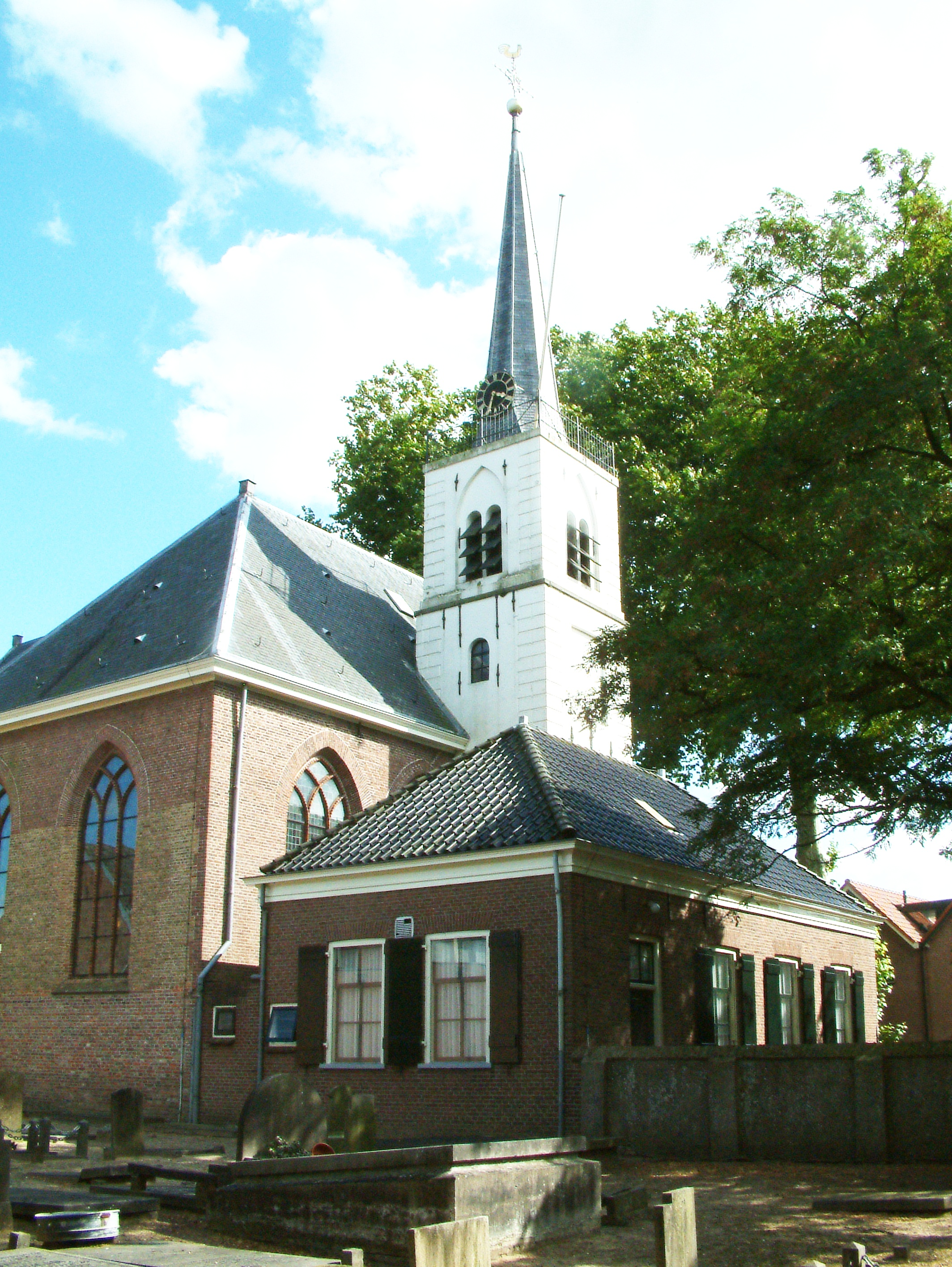
Vanaf het kerkhof gezien
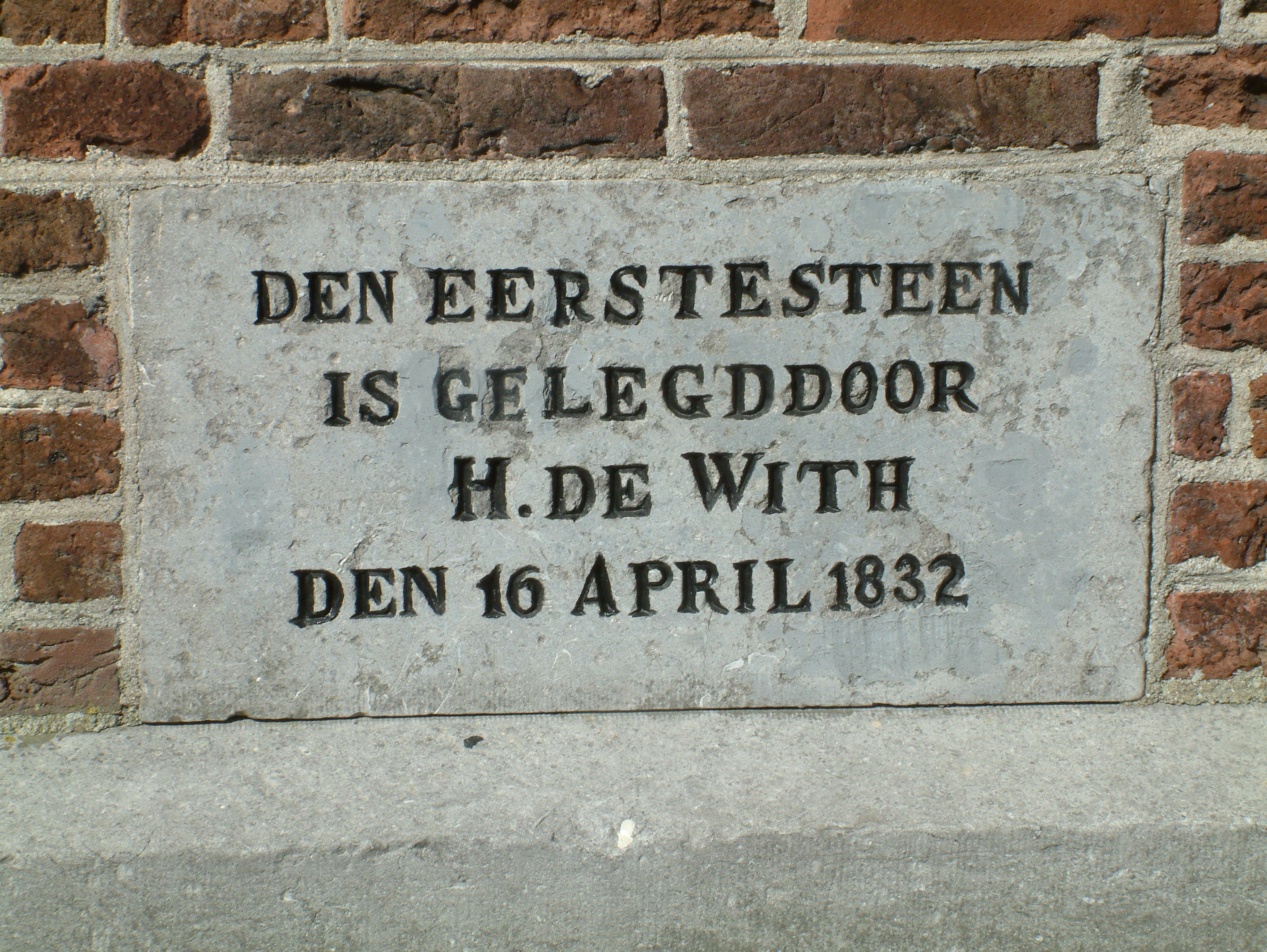
Eerste steen
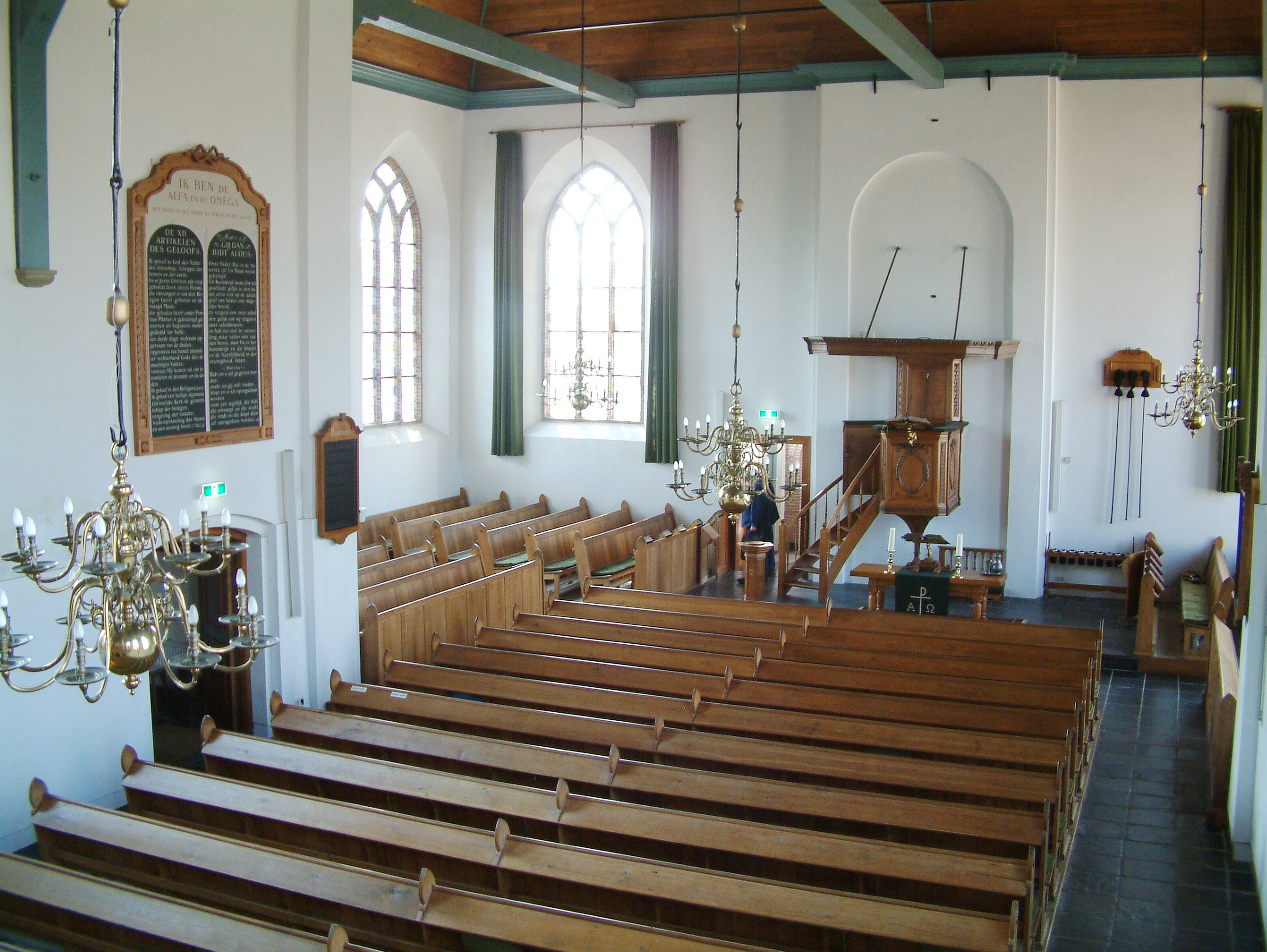
Overzicht
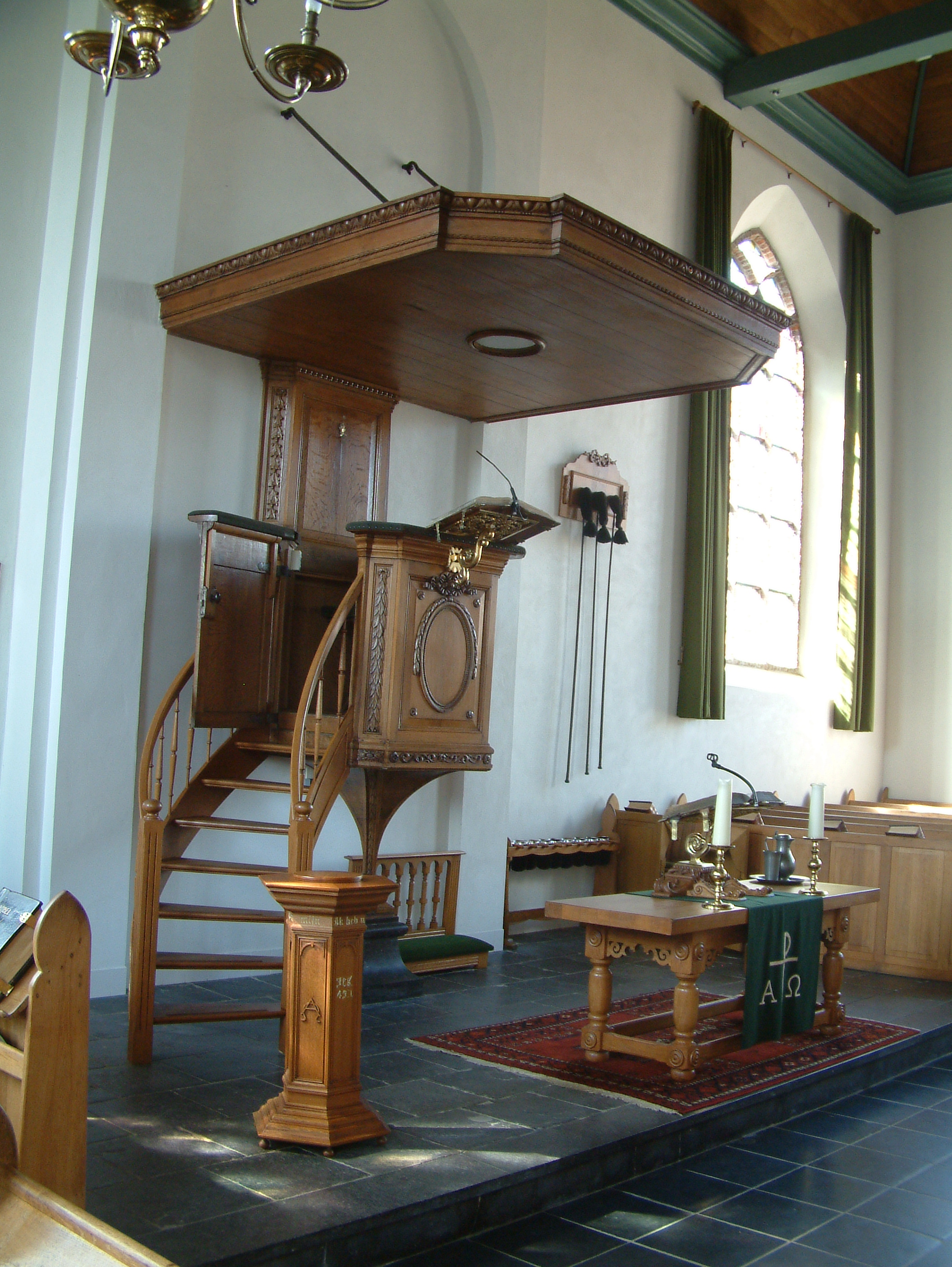
Preekstoel
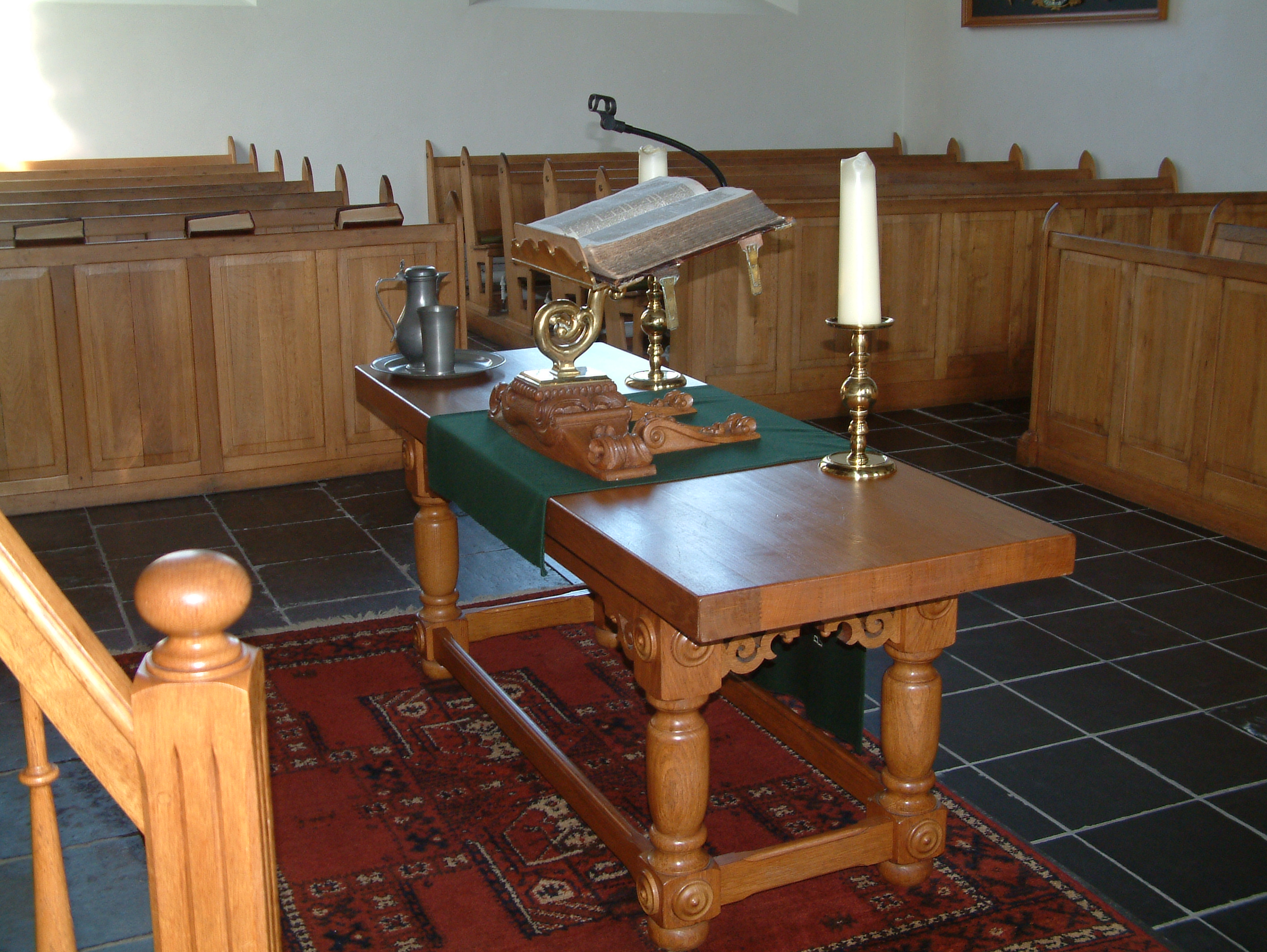
Avondmaaltafel
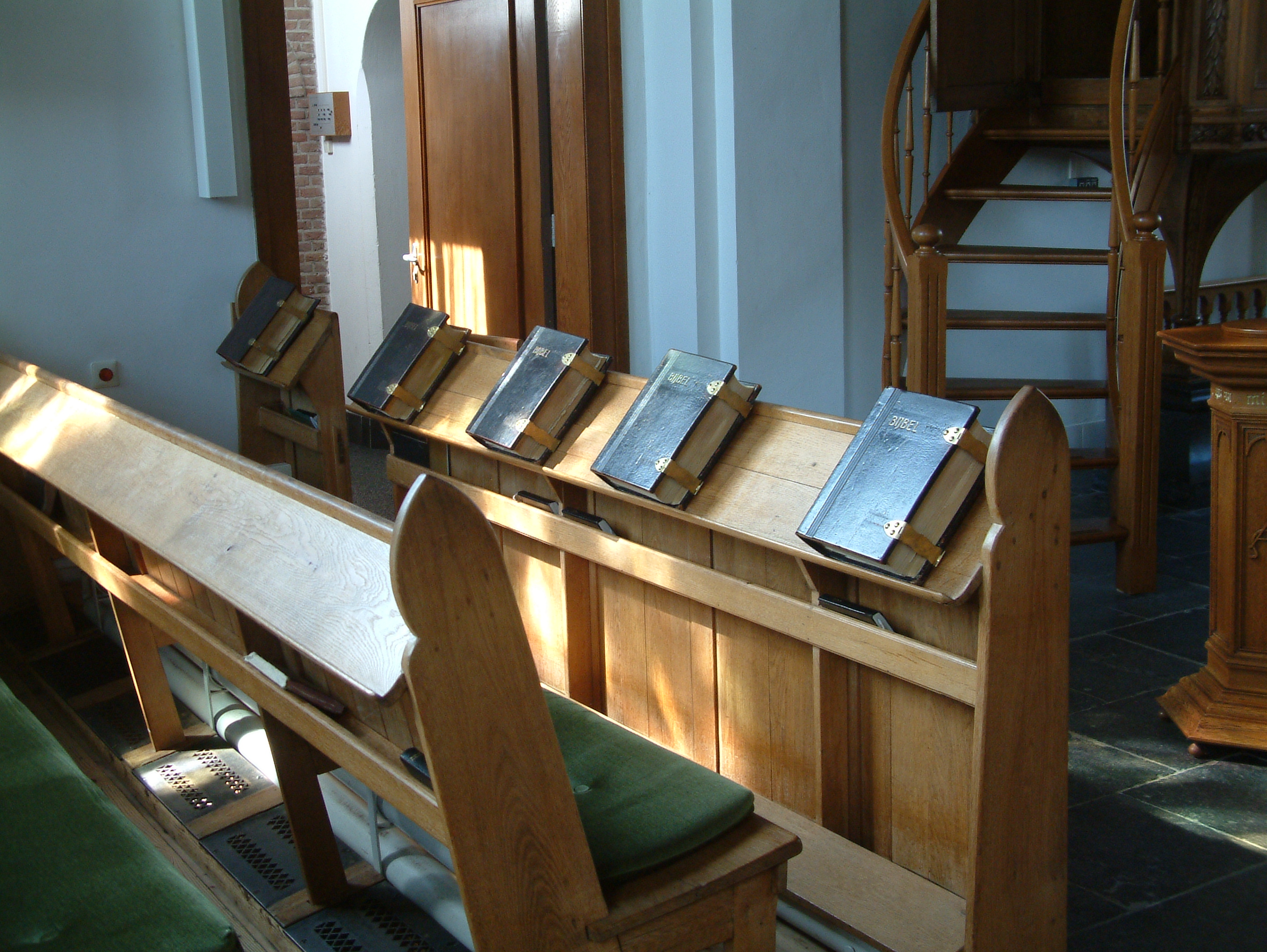
Kerkbank
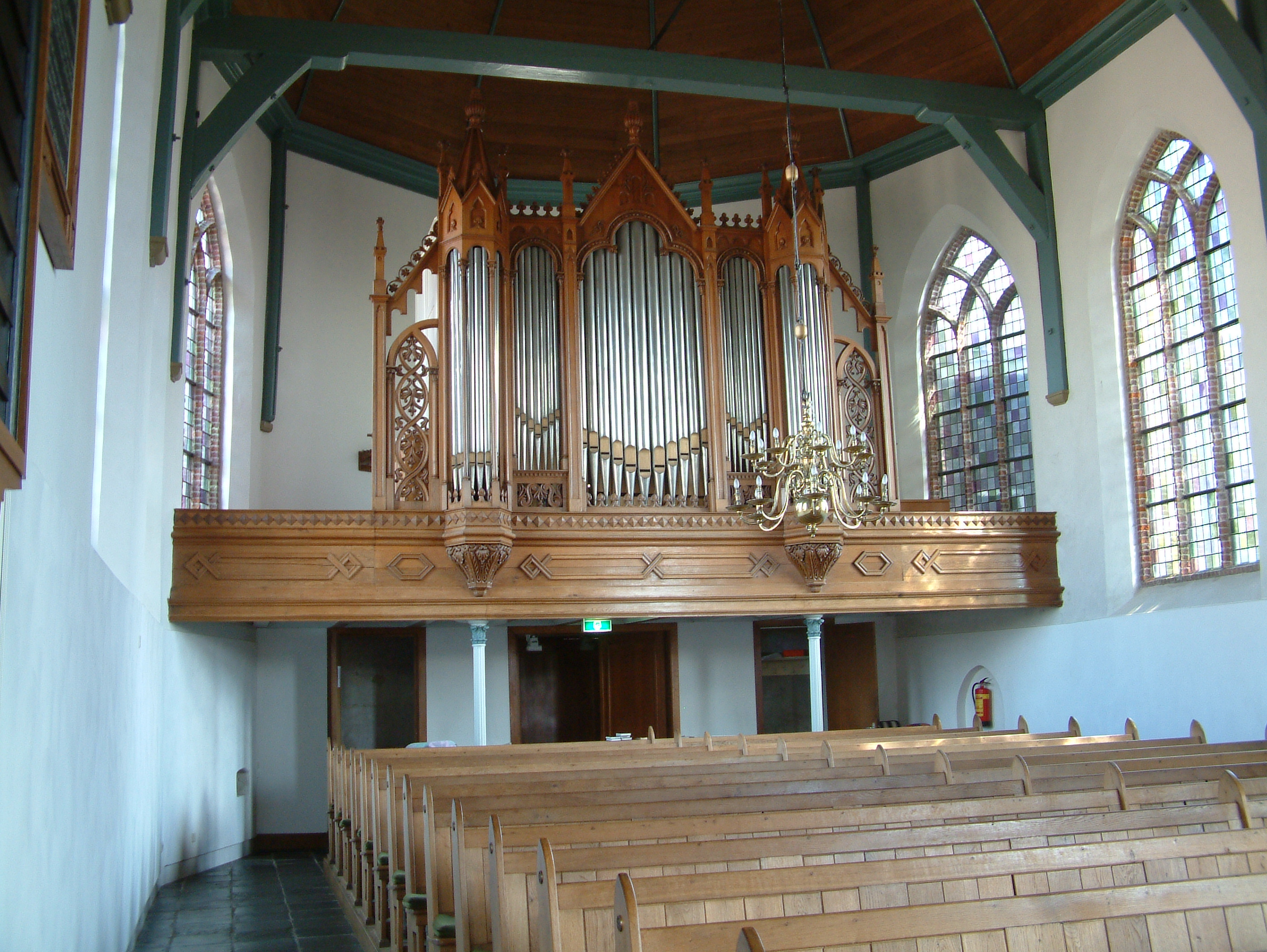
Orgel
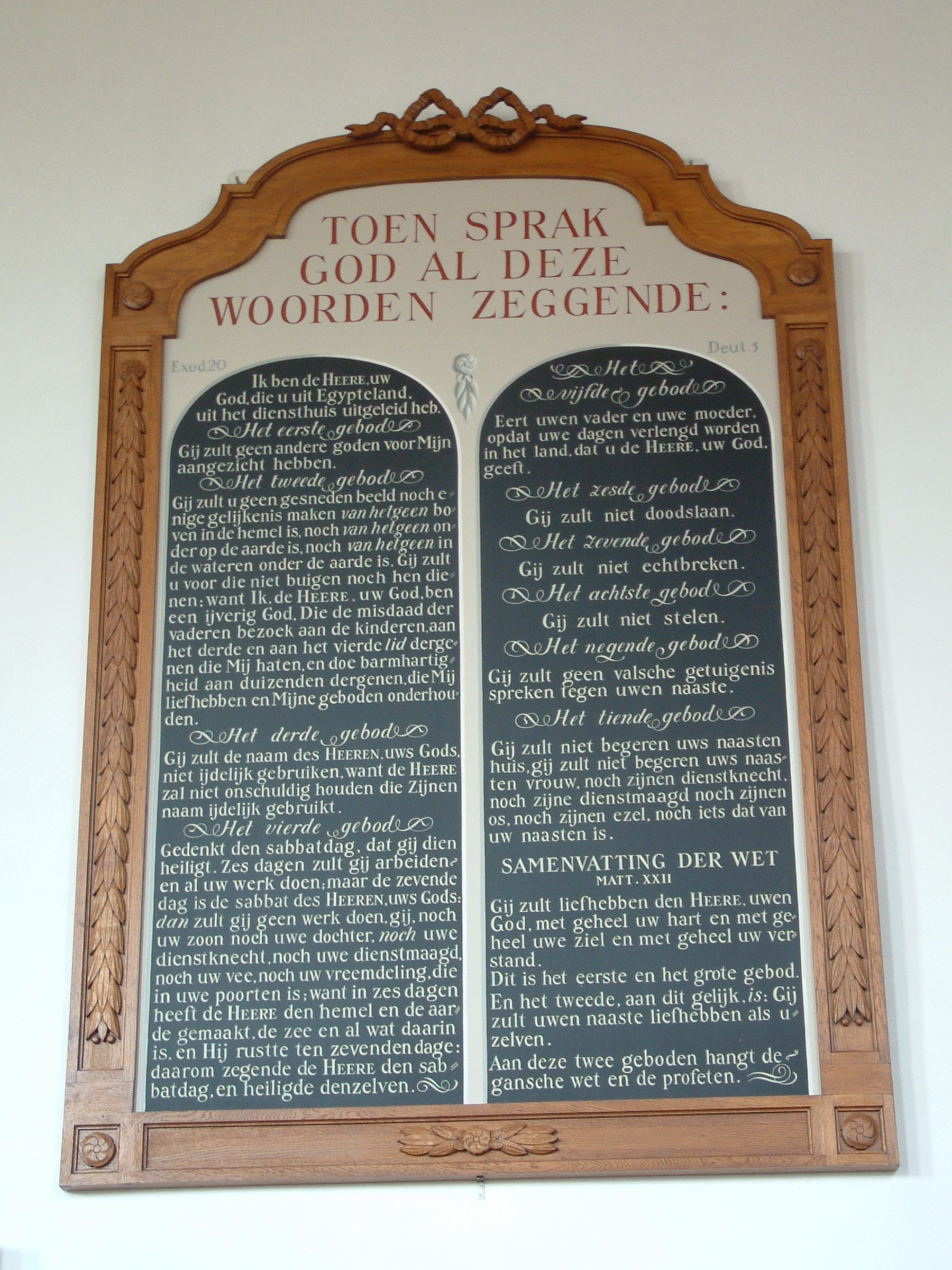
Tekstbord Zuidzijde
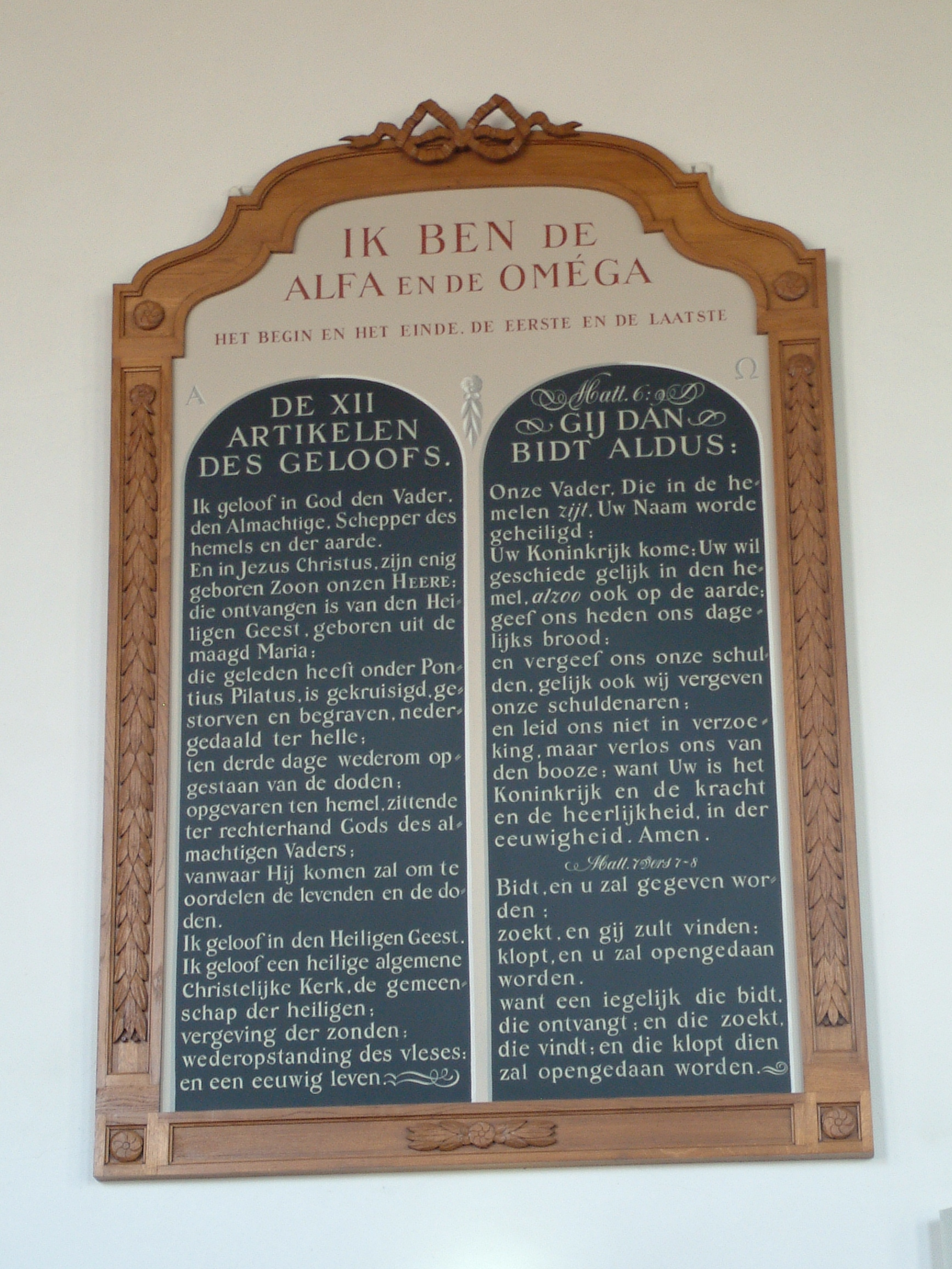
Tekstbord Noordzijde
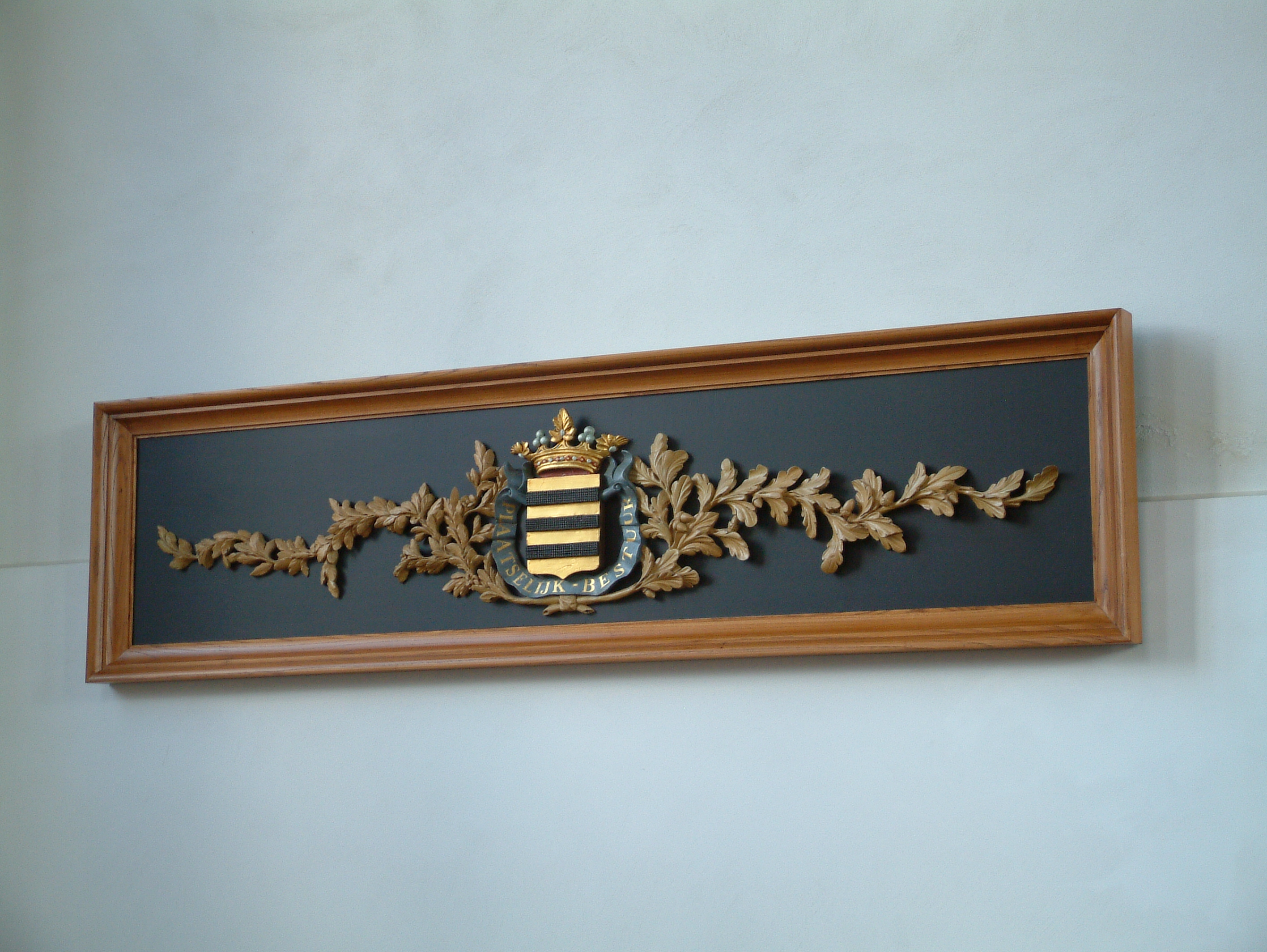
Wandbord plaatselijk bestuur
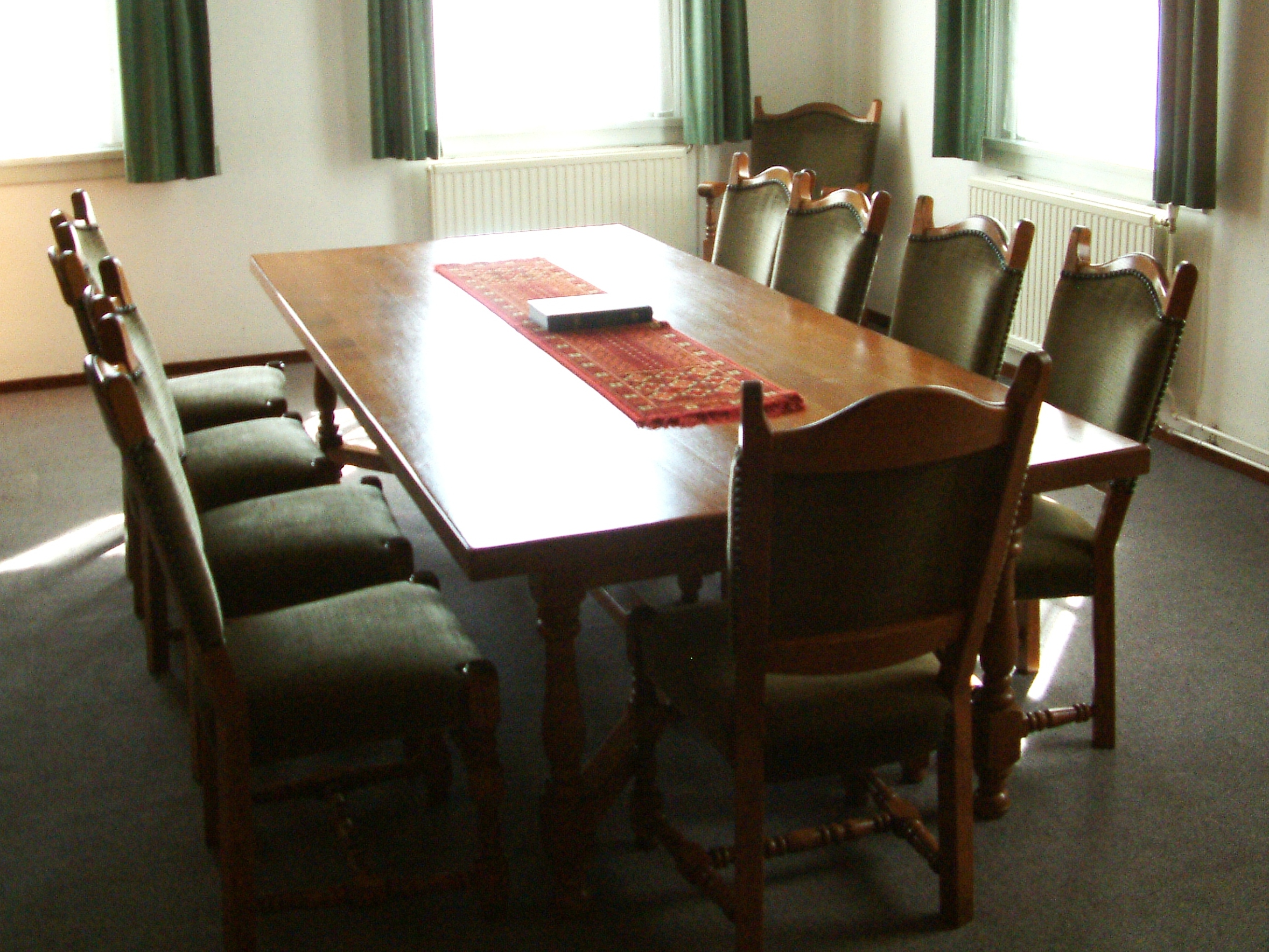
Consistorie